# Agulla Superior de Lézat
L'Agulla Superior de Lézat és un cim de 3.069 m d'altitud, amb una prominència de 10 m, que es troba al SE del Pic Lézat, al massís de Perdiguero, al departament de l'Alta Garona (França).